# Алісія Ортуньйо
Алісія Ортуньйо (ісп. Alicia Ortuño; нар. 2 травня 1976) — колишня іспанська тенісистка.
Найвищу одиночну позицію світового рейтингу — 155 місце досягла 20 липня 1998, парну — 82 місце — 1 листопада 1999 року.
Здобула 6 одиночних та 1 парний титул.
Найвищим досягненням на турнірах Великого шолома було 3 коло в парному розряді.
Завершила кар'єру 2002 року.

## Фінали турнірів WTA

### Парний розряд: 1 (1 перемога)
| Легенда           |
| ----------------- |
| Tier I (0)        |
| Tier II (0)       |
| Tier III (0)      |
| Tier IV & V (1–0) |

| Результат | Дата          | Турнір           | Покриття | Partnering              | Суперниці                   | Рахунок            |
| --------- | ------------- | ---------------- | -------- | ----------------------- | --------------------------- | ------------------ |
| Перемога  | 5 квітня 1999 | 1999, Португалія | Ґрунт    | Крістіна Торренс-Валеро | Анна Фелденьї Ріта Куті-Кіш | 7–6(7–4), 3–6, 6–3 |

## Фінали ITF
| турніри $100,000 |
| турніри $75,000  |
| турніри $50,000  |
| турніри $25,000  |
| турніри $10,000  |

### Одиночний розряд: 10 (6–4)
| Результат | Ранг | Дата              | Турнір                   | Покриття   | Суперниця            | Рахунок          |
| --------- | ---- | ----------------- | ------------------------ | ---------- | -------------------- | ---------------- |
| Перемога  | 1.   | 19 червня 1995    | ITF Елваш, Португалія    | Тверде     | Марта Кано           | 4–6, 6–2, 7–6(3) |
| Поразка   | 2.   | 4 вересня 1995    | Касерес, Іспанія         | Ґрунт      | Паула Ерміда         | 3–6, 2–6         |
| Перемога  | 3.   | 5 лютого 1996     | Carvoeiro Португалія     | Тверде     | Емануела Брузаті     | 6–4, 6–3         |
| Перемога  | 4.   | 20 січня 1997     | Оренсе, Іспанія          | Тверде (i) | Лінда Сентіс         | 6–3, 6–2         |
| Перемога  | 5.   | 14 квітня 1997    | Елваш, Португалія        | Тверде     | Паула Ерміда         | 6–4, 6–3         |
| Поразка   | 6.   | 25 серпня 1997    | Орбетелло, Італія        | Ґрунт      | Радка Бобкова        | 2–6, 4–6         |
| Поразка   | 7.   | 1 вересня 1997    | Сполето, Італія          | Ґрунт      | Лаура Гарроне        | w/o              |
| Поразка   | 8.   | 20 квітня 1998    | Ешпіню, Португалія       | Ґрунт      | Маріам Рамон Клімент | 0–6, 2–6         |
| Перемога  | 9.   | 9 листопада 1998  | Сан-Сальвадор, Сальвадор | Ґрунт      | Аліенор Трісеррі     | 6–1, 6–0         |
| Перемога  | 10.  | 20 листопада 2000 | ITF Маніла, Філіппіни    | Ґрунт      | Chae Kyung-yee       | 5–3, 4–2         |

### Парний розряд: 38 (24–14)
| Результат | Ранг | Дата              | Турнір                     | Покриття   | Партнерка                  | Суперниці                                            | Рахунок          |
| --------- | ---- | ----------------- | -------------------------- | ---------- | -------------------------- | ---------------------------------------------------- | ---------------- |
| Поразка   | 1.   | 22 березня 1993   | ITF Мадрид, Іспанія        | Ґрунт      | Ванесса Кастельяно         | Домініка Горецька Ленка Немечкова                    | 4–6, 4–6         |
| Поразка   | 2.   | 26 квітня 1993    | Порту, Португалія          | Ґрунт      | Ванесса Кастельяно         | Ева Бес Ева Хіменес                                  | 7–5, 1–6, 3–6    |
| Поразка   | 3.   | 14 березня 1994   | Сарагоса, Іспанія          | Ґрунт      | Патрісія Маркова           | Їндра Габрішова Домініка Горецька                    | 5–7, 7–5, 4–6    |
| Перемога  | 4.   | 2 травня 1994     | Балагер (Іспанія), Іспанія | Ґрунт      | Крістіна Торренс-Валеро    | Роса Марія Перес Валентіна Соларі                    | 6–1, 6–1         |
| Перемога  | 5.   | 9 травня 1994     | Мульєт-дал-Бальєс, Іспанія | Ґрунт      | Крістіна Торренс-Валеро    | Маріана Рандруп Сінтія Торторелла                    | 6–4, 6–0         |
| Перемога  | 6.   | 30 травня 1994    | Барселона, Іспанія         | Тверде     | Крістіна Торренс-Валеро    | Еммануель Гальярді Петра Рацлавська                  | 3–6, 6–2, 6–2    |
| Перемога  | 7.   | 4 вересня 1995    | Касерес (Іспанія), Іспанія | Ґрунт      | Крістіна Торренс-Валеро    | Патрісія Азнар Ева Бес                               | 6–2, 6–3         |
| Перемога  | 8.   | 16 червня 1996    | Зальцбург, Австрія         | Ґрунт      | Вероніка Стеле             | Еммануель Гальярді Софія Празеріс                    | 6–0, 6–4         |
| Перемога  | 9.   | 14 липня 1996     | Віго, Іспанія              | Ґрунт      | Вероніка Стеле             | Наталі Кахана Гіла Розен                             | 6–2, 6–4         |
| Перемога  | 10.  | 21 липня 1996     | Більбао, Іспанія           | Ґрунт      | Вероніка Стеле             | Марта Кано Нурія Монтеро                             | 6–3, 6–4         |
| Поразка   | 11.  | 2 вересня 1996    | Сполето, Італія            | Ґрунт      | Джоелл Шад                 | Міріам Д'Агостіні Софія Празеріс                     | 5–7, 4–6         |
| Перемога  | 12.  | 13 січня 1997     | Понтеведра, Іспанія        | Тверде (i) | Софія Празеріс             | Татьяна Гарбін Сара Вентура                          | 4–6, 6–1, 6–4    |
| Перемога  | 13.  | 20 січня 1997     | Оренсе, Іспанія            | Тверде (i) | Софія Празеріс             | Лінда Сентіс Сусанне Трік                            | 6–2, 6–3         |
| Поразка   | 14.  | 14 квітня 1997    | Елваш, Португалія          | Тверде     | Міріам Д'Агостіні          | Анета Сукап Тіна Самара                              | 4–6, 5–7         |
| Поразка   | 15.  | 2 червня 1997     | Ташкент, Узбекистан        | Тверде     | Гіла Розен                 | Еріка Делоун Ніколь Пратт                            | 3–6, 1–6         |
| Поразка   | 16.  | 14 липня 1997     | Гечо, Іспанія              | Ґрунт      | Гіла Розен                 | Аманда Гопманс Патті ван Аккер                       | 5–7, 6–4, 5–7    |
| Перемога  | 17.  | 4 серпня 1997     | Карфаген, Туніс            | Ґрунт      | Зузана Валекова            | Ева Бес Елена Сальвадор                              | 4–6, 6–4, 6–4    |
| Перемога  | 18.  | 20 жовтня 1997    | Сеута, Іспанія             | Тверде     | Патрісія Азнар             | Айнхоа Гоньї Яйса Гоньї                              | w/o              |
| Перемога  | 19.  | 26 липня 1998     | Дублін, Ірландія           | Тверде     | Кірстін Фрає               | Ліза Макші Труді Мусгрейв                            | w/o              |
| Поразка   | 20.  | 2 листопада 1998  | Можі-дас-Крузіс, Бразилія  | Ґрунт      | Лусіана Масанте            | Ева Бес Марія Фернанда Ланда                         | 6–4, 2–6, 2–6    |
| Перемога  | 21.  | 9 листопада 1998  | Сан-Сальвадор, Сальвадор   | Ґрунт      | Джоанн Мур                 | С'юзі Старретт Аліенор Трісеррі                      | 6–3, 3–6, 6–1    |
| Перемога  | 22.  | 22 листопада 1998 | Каракас, Венесуела         | Тверде     | Ванесса Менга              | Морін Дрейк Кароліна Шнайдер                         | 6–3, 5–7, 6–3    |
| Поразка   | 23.  | 7 грудня 1998     | Калі (місто), Колумбія     | Ґрунт      | Лаура Монтальво            | Катарина Среботнік Зузана Валекова                   | 6–2, 3–6, 2–6    |
| Перемога  | 24.  | 26 квітня 1999    | Ешпіню, Португалія         | Ґрунт      | Каталін Мароші             | Франческа Любіані Марія Паола Дзавальї               | 6–3, 6–4         |
| Поразка   | 25.  | 12 липня 1999     | Гечо, Іспанія              | Ґрунт      | Хісела Рієра               | Кончіта Мартінес Гранадос Роса Марія Андрес Родрігес | 6–7(4), 4–6      |
| Поразка   | 26.  | 30 серпня 1999    | Фано, Італія               | Ґрунт      | Каталін Мароші             | Деббі Гак Андреа ван ден Гурк                        | 1–6, 4–6         |
| Поразка   | 27.  | 27 вересня 1999   | Порту, Португалія          | Ґрунт      | Міхаела Паштікова          | Лурдес Домінгес Ліно Марія Хосе Мартінес Санчес      | 6–3, 2–6, 1–6    |
| Поразка   | 28.  | 11 жовтня 1999    | Родос, Греція              | Ґрунт      | Ленка Ценкова              | Татьяна Гарбін Аманда Гопманс                        | 6–4, 0–6, 6–7(3) |
| Перемога  | 29.  | 3 квітня 2000     | Кальярі, Італія            | Ґрунт      | Лурдес Домінгес Ліно       | Міхаела Паштікова Ясмін Вер                          | 7–5, 3–6, 6–3    |
| Перемога  | 30.  | 12 червня 2000    | Градо, Італія              | Ґрунт      | Ванесса Менга              | Лурдес Домінгес Ліно Марія Хосе Мартінес Санчес      | 3–6, 7–5, 6–1    |
| Перемога  | 31.  | 19 червня 2000    | Градо, Італія              | Ґрунт      | Ванесса Менга              | Мая Матевжич Драгана Зарич                           | 4–6, 6–4, 6–1    |
| Перемога  | 32.  | 3 липня 2000      | Мон-де-Марсан, Франція     | Ґрунт      | Ева Бес                    | Еухенія Чіальво Хорхеліна Краверо                    | 6–2, 6–2         |
| Перемога  | 33.  | 10 липня 2000     | Гечо, Іспанія              | Ґрунт      | Мая Палавершич             | Лурдес Домінгес Ліно Марія Хосе Мартінес Санчес      | 6–1, 6–2         |
| Перемога  | 34.  | 17 липня 2000     | Вальядолід, Іспанія        | Ґрунт      | Марія Хосе Мартінес Санчес | Труді Мусгрейв Лорна Вудрофф                         | 6–2, 6–4         |
| Перемога  | 35.  | 7 серпня 2000     | Карфаген, Туніс            | Ґрунт      | Ванесса Менга              | Б'янка Кампер Катерина Кожокіна                      | 6–2, 6–1         |
| Поразка   | 36.  | 4 вересня 2000    | Фано, Італія               | Ґрунт      | Елені Даніліду             | Кончіта Мартінес Гранадос Роса Марія Андрес Родрігес | 2–6, 4–6         |
| Перемога  | 37.  | 18 вересня 2000   | Лечче, Італія              | Ґрунт      | Ева Бес                    | Анжеліка Реш Зіна Шрайбер                            | 6–4, 6–0         |
| Перемога  | 38.  | 2 квітня 2001     | ITF Хуарес, Мексика        | Ґрунт      | Мілагрос Секера            | Еріка Краут Ванеса Краут                             | 6–4, 2–6, 6–2    |